# Satyrus hübneri
Satyrus hübneri är en fjärilsart som beskrevs av Felder 1867. Satyrus hübneri ingår i släktet Satyrus och familjen praktfjärilar. Inga underarter finns listade.

## Bildgalleri

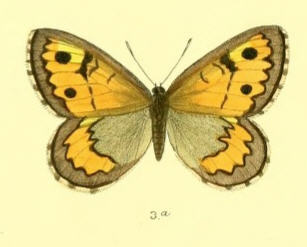